# Cleome heydeana
Cleome heydeana là một loài thực vật có hoa trong họ Màng màng. Loài này được Donn. Sm. mô tả khoa học đầu tiên.